# Contea di Butler (Pennsylvania)
La contea di Butler (in inglese Butler County) è una contea dello Stato USA della Pennsylvania. Al censimento del 2000 la popolazione era di 174 083 abitanti. Gli italoamericani rappresentano il 10,5% della popolazione. Il capoluogo è Butler.

## Geografia fisica
La contea si trova nella parte occidentale dello Stato. L'U.S. Census Bureau certifica che l'estensione della contea è di 2058 km², di cui 2042 km² composti da terra e 16 km² composti di acqua.
Il fiume Allegheny forma il confine nord-est e sud-est. Si tratta di una regione collinare sull’Altopiano di Allegheny, appena a nord dell’area metropolitana di Pittsburgh. I parchi statali Moraine e Jennings circondano il lago Arthur. Altri corsi d’acqua includono i torrenti Breakneck, Buffalo e Slippery Rock.

### Contee confinanti
- Contea di Venango - nord
- Contea di Clarion - nord-est
- Contea di Armstrong - est
- Contea di Allegheny - sud
- Contea di Beaver - sud-ovest
- Contea di Lawrence - ovest
- Contea di Mercer - nord-ovest

## Storia
La contea fu creata nel 1800 e deve il suo nome al generale Richard Butler, ucciso dai nativi nel 1791.
Nel 1941, il jeep è stato progettato da American-Bantam nella contea.

## Municipalità

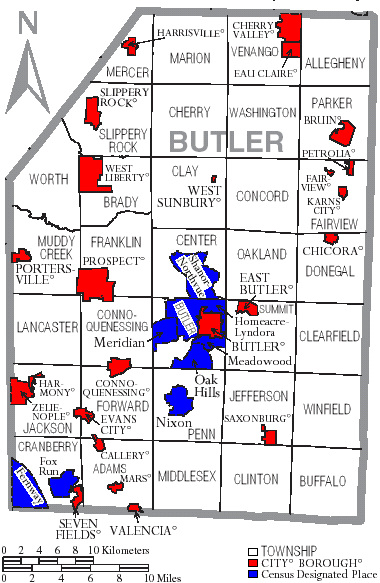
La mappa indica le città (cities) ed i distretti (boroughs) in rosso, le township in bianco, e i Census-designated place in blu

Per la legge della Pennsylvania, esistono quattro tipi di municipalità incorporate: città (cities), distretti (boroughs), township, e, in almeno due casi, paesi (towns). Le seguenti città, distretti e township si trovano nella contea di Butler:

### City
- Butler

### Borough
| - Bruin - Callery - Cherry Valley - Chicora - Connoquenessing - East Butler - Eau Claire - Evans City | - Fairview - Harmony - Harrisville - Karns City - Mars - Petrolia - Portersville - Prospect | - Saxonburg - Seven Fields - Slippery Rock - Valencia - West Liberty - West Sunbury - Zelienople |

### Township
| - Adams - Allegheny - Brady - Buffalo - Butler - Center - Cherry - Clay - Clearfield - Clinton - Concord | - Connoquenessing - Cranberry - Donegal - Fairview - Forward - Franklin - Jackson - Jefferson - Lancaster - Marion - Mercer | - Middlesex - Muddy Creek - Oakland - Parker - Penn - Slippery Rock - Summit - Venango - Washington - Winfield - Worth |

### Census-designated place
| - Homeacre-Lyndora - Lake Arthur Estates - Meadowood | - Meridian - Nixon - Oak Hills | - Shanor-Northvue - Slippery Rock University - Unionville |